# 瑞冰祇
瑞冰祇（發音：[ʃwèbjɪ́ɴ dʑí]）是37尊緬甸神靈之一。他是瑞冰尼的兄長，波巴梅杜與裴多的兒子。瑞冰祇的信眾忌食豬肉，因為他的父親裴多被認為是來自印度的穆斯林。